# 犬伝染性肝炎
犬伝染性肝炎（いぬでんせんせいかんえん、英:infectious canine hepatitis）とは、アデノウイルス科に属する犬アデノウイルス1感染を原因とするイヌ科動物の感染症。感染動物の糞尿、唾液を介して経口、経鼻的に感染が成立する。
1歳以下の犬では致死率が高いが、成犬では不顕性感染を示すことが多い。症状として発熱、下痢、嘔吐、腹痛などを示し、肝臓の腫脹が認められる。組織学的には肝実質の壊死巣、肝細胞や血管内皮細胞内の核内封入体が認められる。20%前後の個体で臨床症状が消失した後にブルーアイが観察される。治療には対症療法を行う。予防には弱毒生ワクチンが用いられる。

## 症状
- 劇症型

子犬に多い。急に激しい腹痛を起こし、高熱を出して虚脱状態に陥る。吐血や血便を伴うこともある。致死率は非常に高く（90%以上）、多くは12～24時間以内に死亡する。
- 重症型

2～8日の潜伏期間を経て、だんだんと元気がなくなり、鼻水や涙を流し40 ～41℃の高熱が4～6日続く。その後、食欲がなくなり、下痢や嘔吐が見られたり喉の渇き、扁桃の腫れ、口の粘膜の充血と点状出血、まぶた・頭・体のむくみなどが見られる。腹痛のため触られるのを嫌がる。
このような状態が4～7日間続いた後、急速に治癒にむかう。回復期には、目の角膜に青白い濁りが見られることもある。
- 軽症型

微熱、軽い腹痛、下痢、嘔吐など
- 無症状型

何の症状も現さない。